# Octave Tassaert
Nicolas François Octave Tassaert (n. 26 iulie 1800, Paris, Prima Republică Franceză – d. 22 aprilie 1874, Paris, Île-de-France, Franța)  a fost un pictor francez de portrete și gen, picturi religioase, istorice și alegorice, precum și litograf și gravor. Piesele sale de gen evocau viața mizerabilă a celor oprimați din Paris și includeau o serie de scene de sinucidere. În continuare, a creat imagini senzuale ale femeilor și scene erotice. Mai târziu în viață a fost activ ca scriitor și poet. A fost nepotul sculptorului flamand Jean-Pierre-Antoine Tassaert⁠(d).

## Viața
Octave Tassaert provenea dintr-o familie de artiști flamanzi care au lucrat în principal la Anvers, Paris și Prusia. A fost fiul gravorului Jean-Joseph-François Tassaert⁠(d) (1765-c. 1835) și nepotul sculptorului flamand Jean-Pierre-Antoine Tassaert, care lucrase în principal la Paris și Berlin. Prima formare artistică a lui Octave a venit de la tatăl său și apoi de la fratele său mai mare Paul (?-1855), ambii fiind artiști graficieni și comercianți de artă. Împreună cu fratele său Paul, a realizat mai întâi gravuri în lemn.

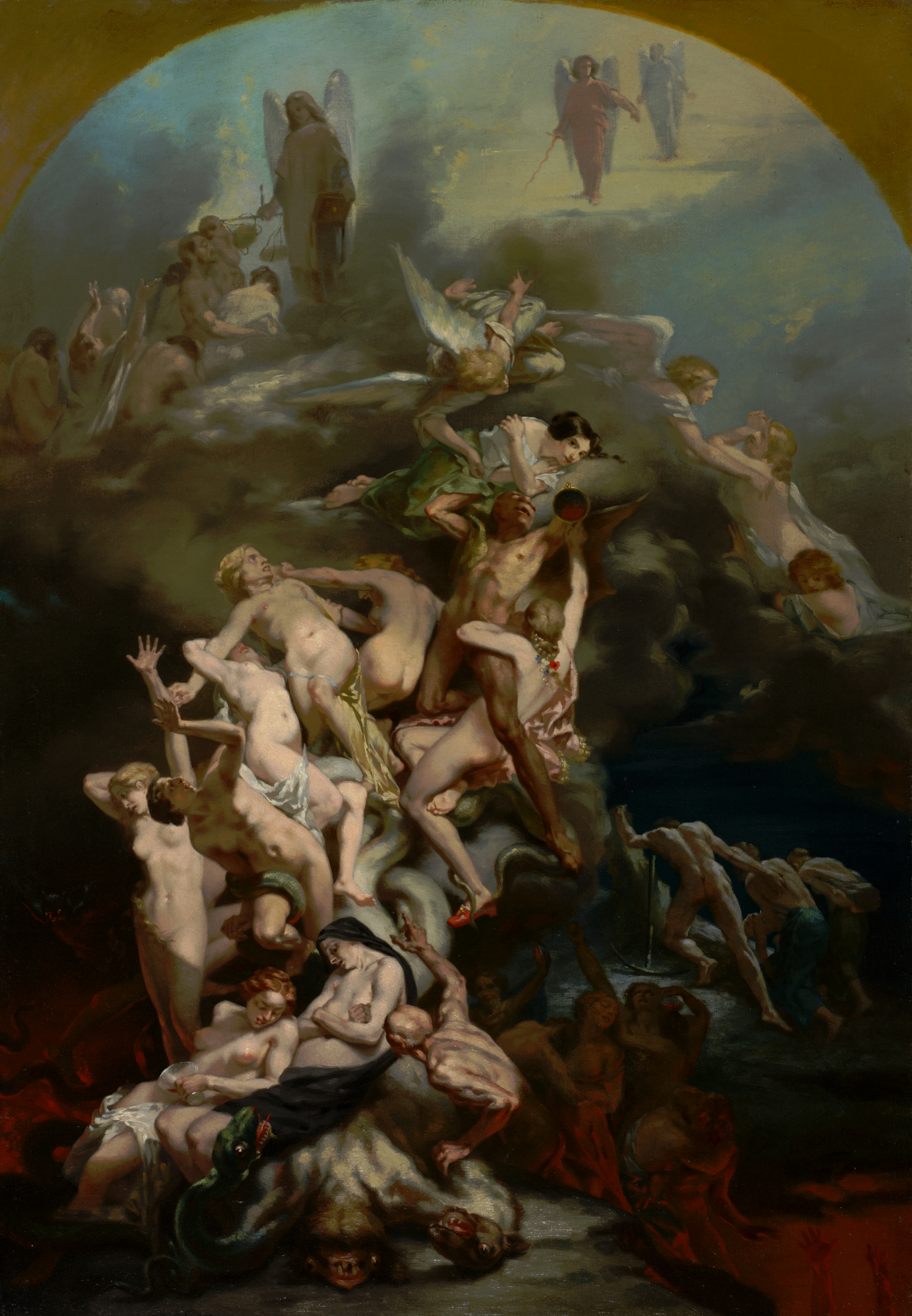
Rai și iad

În 1816 a lucrat o perioadă de timp cu gravorul Alexis-François Girard (1787–1870). Între timp, și-a încercat norocul în pictură. La 1 februarie 1817, a fost admis la École des Beaux-Arts din Paris, Guillaume Guillon Lethière fiind unul dintre profesorii săi. Din 1823 până în 1824, a lucrat cu în special pentru Prix de Rome, dar nu a reușit să-l câștige. Acest lucru i-a zdruncinat atât de tare încrederea în sine încât, în următorii douăzeci de ani, s-a întors la gravura pe lemn și la litografie ca artist comercial. Mai ales în această perioadă, a realizat numeroasele sale litografii erotice pentru colecționari. De asemenea, a ilustrat cărți pentru Victor Hugo, Alexandre Dumas cel Bătrân, François-René de Chateaubriand și alții.
A reînceput să picteze și a expus la saloanele din Paris. Primul său succes a fost achiziționarea picturii sale Moartea lui Correggio de către Ducele de Orleans, fiul regelui francez (Salon 1834, aflat în prezent la Ermitaj, Sankt Petersburg). Scenele istorice, religioase, alegorice și mai ales cele de gen ale lui Tassaert, adesea cu caracter melodramatic, i-au adus porecle precum „Prud’honul săracului” sau „Correggio al mansardei”. În anii 1850 a avut un oarecare succes cu picturile care descriau viețile celor defavorizați: familii nefericite, mame muribunde, copii și soții bolnavi sau abandonați și altele asemenea. Un exemplu în acest sens este lucrarea sa O familie nefericită sau Sinucidere, prezentată la Salonul din 1850/51. Aceasta prezintă o reprezentare sensibilă a dublei sinucideri a unei mame și a unei fiice prin arderea cărbunelui în podul lor. Ulterior, a realizat și alte lucrări care descriu viața sumbră a femeilor muncitoare din Paris. Prin reprezentările sale ale nedreptății sociale, a căutat să atingă o coardă emoțională în rândul privitorului. Unii dintre contemporanii săi au găsit această lucrare mai degrabă sentimentală. Deși contribuția sa la expoziția universală din 1855 a fost bine primită de critici, Tassaert s-a retras din ce în ce mai mult din lumea artei, pe care o disprețuia, și nu a mai expus după Salonul din 1857.
Printre admiratorii contemporani ai lui Tassaert s-au numărat Eugène Delacroix și artiștii din Barbizon Charles Jacque⁠(d), Narcisso Virgilio Díaz de la Peña, Constant Troyon⁠(d) și Léon Bonnat⁠(d). Alfred Bruyas și Alexandre Dumas, fiul i-au apreciat arta și i-au cumpărat, de asemenea, lucrări. Colecția de artă a lui Dumas includea cel puțin cincizeci de lucrări ale lui Tassaert. A devenit din ce în ce mai dependent de alcool. În 1863, și-a vândut stocul de tablouri negustorului de artă Père Martin și a încetat să mai picteze. A încercat să devină poet, dar fără succes. Aproape niciun manuscris nu a supraviețuit, ceea ce duce la presupunerea că și-a distrus singur manuscrisele. De asemenea, consumul excesiv de alcool i-a întunecat vederea. A fost tratat la Montpellier în 1865, perioadă în care a stat la Bruyas. A sărăcit și s-a sinucis în 1874, în același mod ca și femeile din tabloul său „Sinucidere”, prin arderea cărbunelui.

## Lucrări selectate
- Moartea lui Correggio, Salonul din Paris 1834 - Muzeul Ermitaj, Sankt Petersburg, Rusia - achiziționat de Ferdinand Philippe, Ducele de Orléans, și astfel primul succes al lui Octave
- O familie nefericită sau sinucidere, 1849 - Musée d'Orsay
- Femeia pustie, 1852 - National Gallery of Australia, Canberra
- Rai și iad, 1850 - Muzeul de Artă din Cleveland
- Bucătăria burghezului, 1854 - Muzeul de Artă din Cleveland

## Galerie

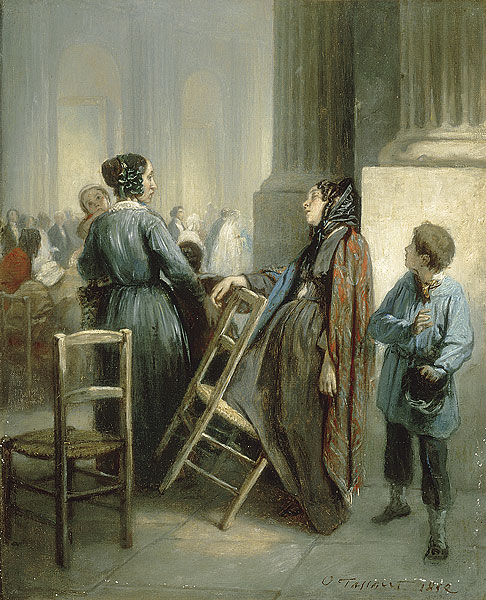
Femeia părăsită, 1852, Musée Fabre⁠(d)
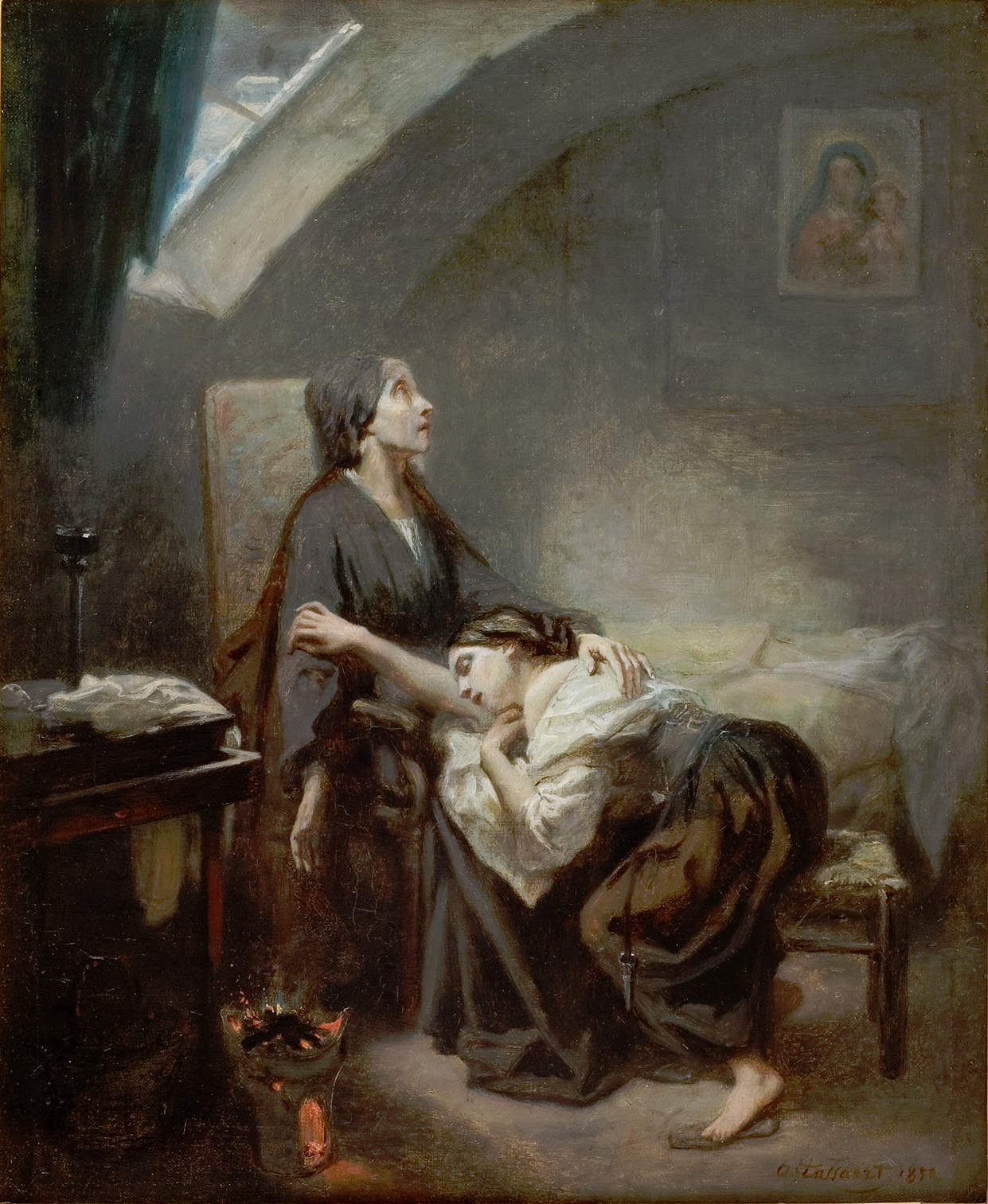
O familie nefericită sau sinucidere 1852, Musée Fabre
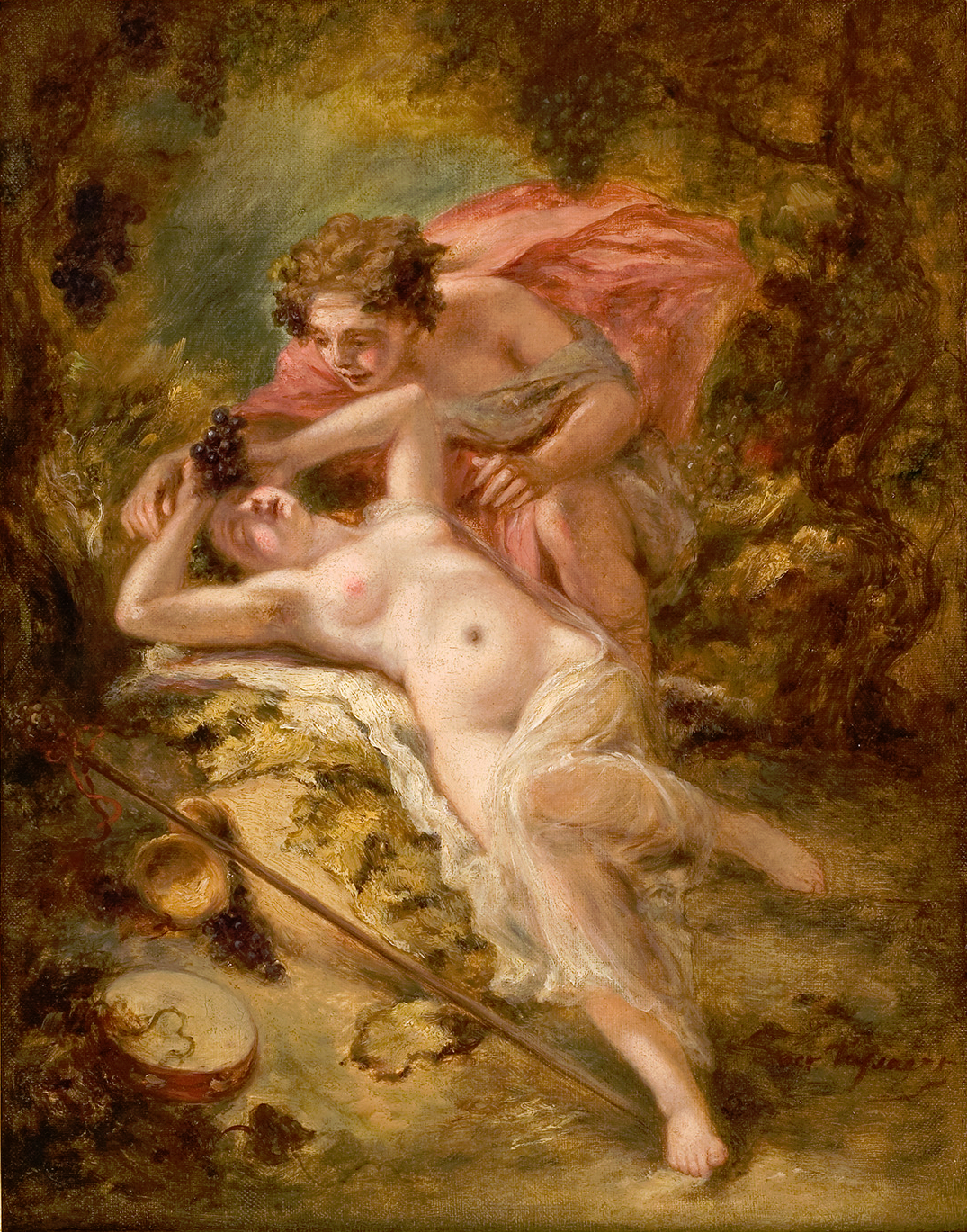
Bacchus și Erigone, Musée Fabre
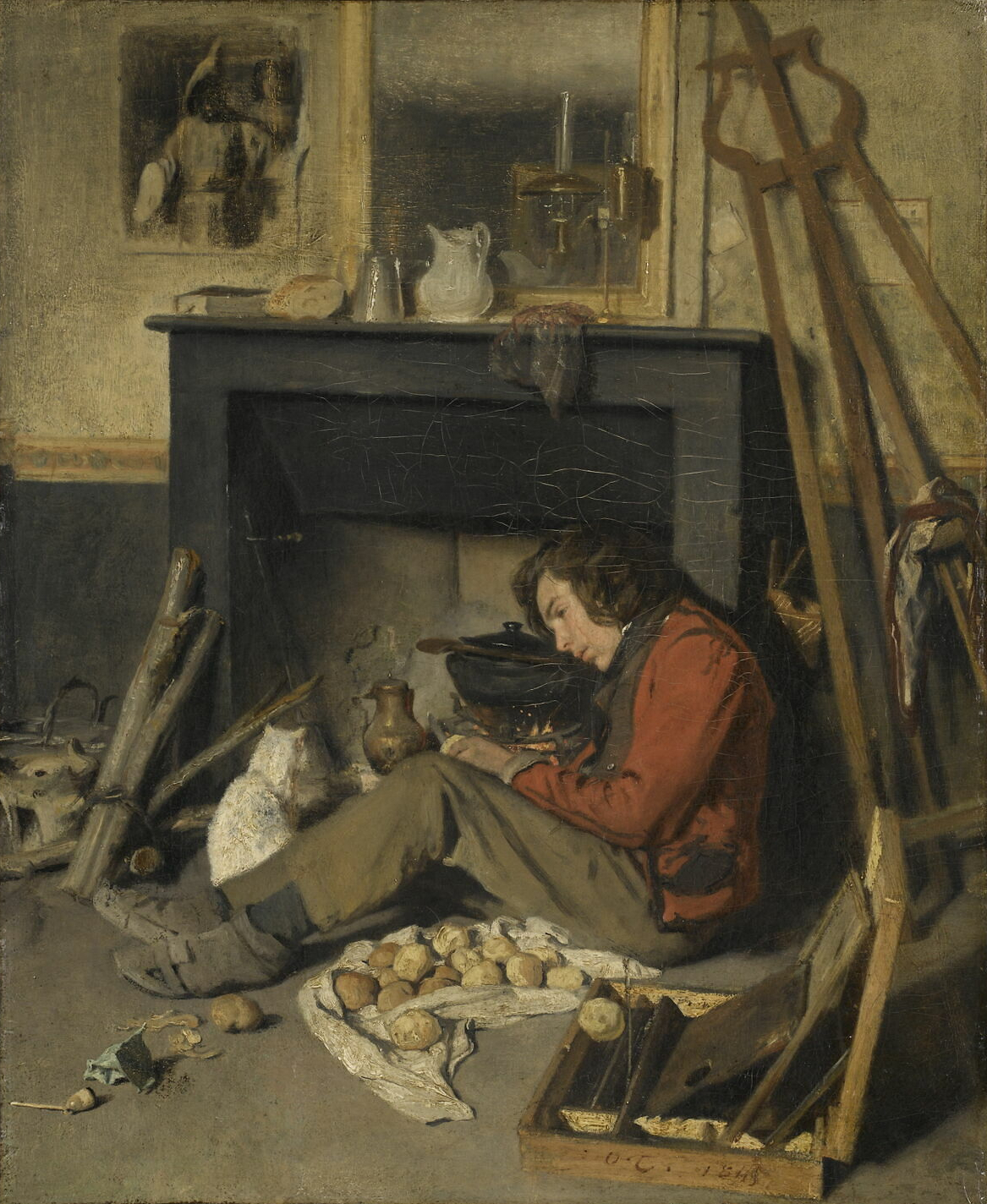
Atelierul artistului, 1845, Luvru
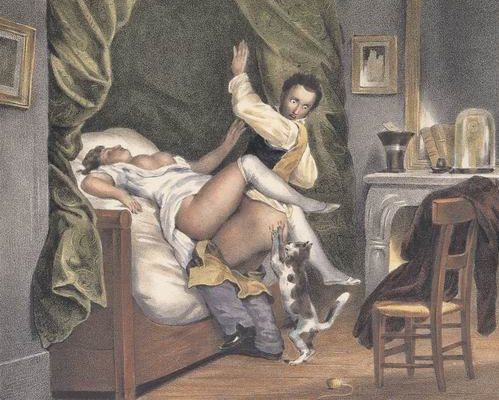
Pisica geloasă, litografie, c. 1860.